# Porthmadog FC
CPD Porthmadog is een voetbalclub uit Porthmadog in Wales. De club werd opgericht in 1884 en speelt in het stadion Y Traeth (2000 plaatsen). In het seizoen 2024/25 speelt de club op het derde niveau in Wales, de Ardal Leagues.

## Geschiedenis

### Competitievoetbal
Officieel staat 1884 genoteerd als het jaar van de oprichting van Porthmadog FC, maar andere bronnen vermelden dat er in de vijf jaar daarvoor ook al voetbal werd gespeeld in de stad Porthmadog. Na enkele jaren oefenwedstrijden en lokale competities te hebben gespeeld werd in 1902/03 de overstap gemaakt naar de North Wales Coast League. Meteen in het eerste jaar werd het kampioenschap behaald en in de twee daaropvolgende jaren werd de club tweede achter Bangor City. Gedurende 1906/07 trok Porthmadog zich terug uit de competitie.
Na de Eerste Wereldoorlog speelde Porthmadog nog enkele seizoenen in de North Wales Coast League en de Welsh National League (North) Division Two (West). Uiteindelijk werd de ploeg ingedeeld in de Welsh League (North) toen deze in 1935/36 werd opgericht. Uiteindelijk wist de club het kampioenschap te behalen in 1937/38 en speelde het 47 seizoenen in de competitie, totdat het competitievoetbal in Wales drastisch werd veranderd aan het begin van de jaren 1990.

### Bekers
Nadat Porthmadog de finale van de Welsh Amateur Cup in 1906 had verloren van Buckley Engineers moesten de fans een halve eeuw wachten voordat de ploeg eindelijk de trofee opeiste: in 1955/56 wist de club de beker te veroveren na Peritus te hebben verslagen in de finale. Een jaar later werd de prijs weer gepakt, door een 5-2-overwinning op Druids (later gefuseerd met een andere club, resulterend in NEWI Cefn Druids). In 1958 kon de ploeg de beker voor de derde keer op rij pakken, maar in de finale was het toen beruchte 55th RA Tanfannau te sterk. Daarnaast werd in 1957 ook de North Wales Amateur Cup veroverd ten koste van Buckley Wanderers, maar de finale van de North Wales Coast Challenge Cup werd verloren van Caernarfon Town. Dit was een van de vijf nederlagen die de club leed in een finale van die betreffende trofee tussen 1935 en 1972. Na die periode werd deze teleurstellende reeks echter meer dan goed gemaakt doordat de club de Challenge Cup wist te winnen in 1974, 1975, 1977, 1978, 1997 en 2003.

### Professioneel voetbal
In de zomer van 1965 wist Porthmadog nationale bekendheid te vergaren door het amateurvoetbal achter zich te laten en enkele bekende professionele voetballers binnen te halen, onder wie de Welshe international Mel Charles. De reden van deze actie was het vergroten van de naamsbekendheid van de club en de status van het voetbal in de omgeving te verhogen.
In het daaropvolgende seizoen, 1965/66, werd Porthmadog tweede in de Welsh League (North) achter Caernarfon Town, werd de finale van de Cookson Cup behaald en de Alves Cup gewonnen, door Rhyl FC te verslaan in de finale. Bovendien werd de kwartfinale van de Welsh Cup behaald. In de daaropvolgende drie seizoenen werd het kampioenschap behaald en werden 76 van de 92 gespeelde wedstrijden omgezet in winst, met 338 gemaakte doelpunten (wat neerkomt op 3,67 doelpunt per gespeelde wedstrijd).
De jaren 1970 waren extreem succesvol voor de club. Het kampioenschap in de Welsh League (North) werd behaald in 1975 en 1976 en tweemaal werd de ploeg tweede. Samengaand met de eerdergenoemde eindoverwinningen in de North Wales Challenge Cup werd ook de Cookson Cup tweemaal gewonnen en werd zowel de Ansells Cup als de Barritt Cup driemaal veroverd.
Na deze periode van grote successen werd het bijna een decennium akelig stil rond Porthmadog. Pas in 1989/90 wist de ploeg weer te oogsten, toen de competitie weer werd gewonnen, door de Bangor City Reserves met drie punten achter zich te laten. Het seizoen erop werd de club medeoprichter van de Cymru Alliance en hetzelfde geldt voor de League of Wales in 1992. In de eerste jaren in de nieuwe nationale competitie was de ploeg een stabiele middenmoter, totdat het onheil in 1998 toesloeg. Dat seizoen degradeerden maar liefst vier ploegen (het aantal clubs in de competitie werd teruggebracht van 20 naar 18, waardoor twee extra clubs plaats moesten maken) en Porthmadog was er daar een van. Vijf seizoenen lang begaf Porthmadog zich in de Cymru Alliance. In 2002/03 werd na een sterk seizoen het kampioenschap behaald, met 19 punten voorsprong en 106 gemaakte doelpunten.